# حوزه انتخابیه پنجم ماساچوست
حوزه انتخابیه پنجم ماساچوست یک حوزه انتخابیه مجلس نمایندگان آمریکا است که در ایالت ماساچوست قرار دارد.